# Кадакес
Кадакес (кат. Cadaqués) - муніципалітет, розташований в Автономній області Каталонія, в Іспанії. Знаходиться у районі (кумарці) Ал Ампурда провінції Жирона, згідно з новою адміністративною реформою перебуватиме у складі баґарії Жирона.

## Історія
На початку 20-го століття велика кількість жителів Кадакеса подорожувала або емігрувала на Кубу (цифра оцінюється як одна третина села з приблизно 1200 чоловік). Багато з цих іммігрантів мали фінансовий успіх на Кубі та повернулися до Кадакесу, де вони побудували великі та вишукані будинки. Ці будинки все ще можна побачити в місті (наприклад, «Casa Blava», «Blue House» англійською). Особу, яка повернулася з Куби, серед інших імен називали «американцем».

## Традиції
Жінки села традиційно брали воду за допомогою глиняного глечика, який називали «лялькою». Колір скління був зелений. Подібні глиняні вироби все ще можна побачити, але зараз вони використовуються як прикраси. Існує ряд фотографій, на яких зображено жінок, які несуть цих «ляльок» на головах (прикритих захисною тканиною). Через близькість Кадакеса до французького кордону та його ізольованість на суші, у селі була традиція контрабанди.

## Туризм
Основні пам'ятки
1. Будинок-музей Сальвадора Далі
2. Костел Св. Марії (кін. XVII ст.) – найбільше виділяється у краєвидах міста.
3.  Ермітаж Сан-Себастія, великий будинок, розташований високо на горі Пені за Кадакесом. Це приватна резиденція, яка не відкрита для відвідування. Скит оточений пробковими деревами і побудований на крутому схилі.
4. Природний парк Кап-де-Креус і маяк розташовані в самій східній точці материкової частини Іспанії та Піренейського півострова.

## Хайкінг
Далека пішохідна доріжка GR 92, яка приблизно повторює довжину середземноморського узбережжя Іспанії, має пункт зупинки в Кадакесі. Етап 2 йде на північ із Лланса, відстань 20,3 кілометра (12,6 милі), тоді як етап 3 тягнеться на південь із Розасу, Жирони, відстань 21,7 кілометра (13,5 милі).

## Китайський варіант
У 2010 році китайський забудовник China Merchants Zhangzhou оголосив про свій намір побудувати майже точну копію Кадакесу на більш ніж 100 акрах (0,40 км2) землі в затоці Сямень у Китаї. За прогнозами, копія села розмістить близько 15 000 китайських відпочиваючих. 

## Населення
Населення міста (у 2018 р.) становить 2 752 осіб (з них менше 14 років - 15,6%, від 15 до 64 - 69,9%, понад 65 років - 14,4%). У 2006 р. народжуваність склала 41 особа, смертність - 25 осіб, зареєстровано 9 шлюбів. У 2001 р. активне населення становило 944 особи, з них безробітних - 132 особи.

Серед осіб, які проживали на території міста у 2001 р., 1.381 народилися в Каталонії (з них 1.049 осіб у тому самому районі, або кумарці), 385 осіб приїхало з інших областей Іспанії, а 258 осіб приїхало з-за кордону. 

Університетську освіту має 9,5% усього населення. 

У 2001 р. нараховувалося 826 домогосподарств (з них 31,8% складалися з однієї особи, 27,1% з двох осіб,16,9% з 3 осіб, 18,3% з 4 осіб, 3,6% з 5 осіб, 1,5% з 6 осіб, 0,4% з 7 осіб, 0,1% з 8 осіб і 0,2% з 9 і більше осіб).

Активне населення міста у 2001 р. працювало у таких сферах діяльності : у сільському господарстві - 2,1%, у промисловості - 7,1%, на будівництві - 25,4% і у сфері обслуговування -65,4%. 

 У муніципалітеті або у власному районі (кумарці) працює 839 осіб, поза районом - 86 осіб.

### Безробіття
У 2007 р. нараховувалося 56 безробітних (у 2006 р. - 61 безробітний), з них чоловіки становили 46,4%, а жінки - 53,6%.

## Економіка

### Підприємства міста

#### Промислові підприємства
| \| Промислові підприємства міста, за сферою діяльності \| Промислові підприємства міста, за сферою діяльності \| Промислові підприємства міста, за сферою діяльності \| \| Рік \| 2002 р. \| 2001 р. \| \| --------------------------------------------------- \| --------------------------------------------------- \| --------------------------------------------------- \| \| Енергетичні та водні ресурси \| 0% \| 5,9% \| \| Хімія та метали \| 6,2% \| 0% \| \| Переробка металів \| 50% \| 52,9% \| \| Продукти харчування \| 6,2% \| 5,9% \| \| Текстиль \| 0% \| 0% \| \| Виробництво меблів, видання \| 37,5% \| 35,3% \| \| Інше \| 0% \| 0% \| \| Усього підприємств \| 16 \| 17 \| |         |         |
| Промислові підприємства міста, за сферою діяльності |         |         |
| Рік | 2002 р. | 2001 р. |
| Енергетичні та водні ресурси | 0%      | 5,9%    |
| Хімія та метали | 6,2%    | 0%      |
| Переробка металів | 50%     | 52,9%   |
| Продукти харчування | 6,2%    | 5,9%    |
| Текстиль | 0%      | 0%      |
| Виробництво меблів, видання | 37,5%   | 35,3%   |
| Інше | 0%      | 0%      |
| Усього підприємств | 16      | 17      |

#### Роздрібна торгівля
| \| Підприємства роздрібної торгівлі міста, за сферою діяльності \| Підприємства роздрібної торгівлі міста, за сферою діяльності \| Підприємства роздрібної торгівлі міста, за сферою діяльності \| \| Рік \| 2002 р. \| 2001 р. \| \| ------------------------------------------------------------ \| ------------------------------------------------------------ \| ------------------------------------------------------------ \| \| Продукти харчування \| 28,1% \| 27,1% \| \| Одяг та взуття \| 10,9% \| 8,5% \| \| Товари для дому \| 14,1% \| 15,3% \| \| Книги та періодичні видання \| 3,1% \| 3,4% \| \| Промислова хімічна продукція \| 4,7% \| 5,1% \| \| Продукція, пов'язана з транспортними засобами \| 4,7% \| 5,1% \| \| Інше \| 34,4% \| 35,6% \| \| Усього підприємств \| 64 \| 59 \| |         |         |
| Підприємства роздрібної торгівлі міста, за сферою діяльності |         |         |
| Рік | 2002 р. | 2001 р. |
| Продукти харчування | 28,1%   | 27,1%   |
| Одяг та взуття | 10,9%   | 8,5%    |
| Товари для дому | 14,1%   | 15,3%   |
| Книги та періодичні видання | 3,1%    | 3,4%    |
| Промислова хімічна продукція | 4,7%    | 5,1%    |
| Продукція, пов'язана з транспортними засобами | 4,7%    | 5,1%    |
| Інше | 34,4%   | 35,6%   |
| Усього підприємств | 64      | 59      |

#### Сфера послуг
| \| Підприємства міста, що працюють у сфері послуг, за діяльністю \| Підприємства міста, що працюють у сфері послуг, за діяльністю \| Підприємства міста, що працюють у сфері послуг, за діяльністю \| \| Рік \| 2002 р. \| 2001 р. \| \| ------------------------------------------------------------- \| ------------------------------------------------------------- \| ------------------------------------------------------------- \| \| Гуртова торгівля \| 4,1% \| 3,6% \| \| Готелі та готельний бізнес \| 46,9% \| 48,2% \| \| Транспорт та зв'язок \| 8,2% \| 8% \| \| Посередницькі фінансові послуги \| 4,8% \| 5,1% \| \| Послуги підприємствам \| 3,4% \| 3,6% \| \| Послуги фізичним особам \| 18,4% \| 18,2% \| \| Нерухомість та ін. \| 14,3% \| 13,1% \| \| Усього підприємств \| 147 \| 137 \| |         |         |
| Підприємства міста, що працюють у сфері послуг, за діяльністю |         |         |
| Рік | 2002 р. | 2001 р. |
| Гуртова торгівля | 4,1%    | 3,6%    |
| Готелі та готельний бізнес | 46,9%   | 48,2%   |
| Транспорт та зв'язок | 8,2%    | 8%      |
| Посередницькі фінансові послуги | 4,8%    | 5,1%    |
| Послуги підприємствам | 3,4%    | 3,6%    |
| Послуги фізичним особам | 18,4%   | 18,2%   |
| Нерухомість та ін. | 14,3%   | 13,1%   |
| Усього підприємств | 147     | 137     |

## Житловий фонд
У 2001 р. 14,8% усіх родин (домогосподарств) мали житло метражем до 59 м², 38,9% - від 60 до 89 м², 27,8% - від 90 до 119 м² і
18,5% - понад 120 м².

З усіх будівель у 2001 р. 38,6% було одноповерховими, 26% - двоповерховими, 31,8
% - триповерховими, 3,5% - чотириповерховими, 0,1% - п'ятиповерховими, 0,1% - шестиповерховими,
0% - семиповерховими, 0% - з вісьмома та більше поверхами.

## Автопарк
| \| Автомобілі, зареєстровані у місті, за призначенням \| Автомобілі, зареєстровані у місті, за призначенням \| Автомобілі, зареєстровані у місті, за призначенням \| \| Рік \| 2006 р. \| 2005 р. \| \| -------------------------------------------------- \| -------------------------------------------------- \| -------------------------------------------------- \| \| Приватні автомобілі \| 49,7% \| 50,8% \| \| Мотоцикли \| 31,2% \| 30,6% \| \| Вантажівки \| 16,5% \| 16% \| \| Трактори \| 0% \| 0% \| \| Автобуси та ін. \| 2,6% \| 2,6% \| \| Усього автомобілів \| 2.173 шт. \| 2.072 шт. \| |           |           |
| Автомобілі, зареєстровані у місті, за призначенням |           |           |
| Рік | 2006 р.   | 2005 р.   |
| Приватні автомобілі | 49,7%     | 50,8%     |
| Мотоцикли | 31,2%     | 30,6%     |
| Вантажівки | 16,5%     | 16%       |
| Трактори | 0%        | 0%        |
| Автобуси та ін. | 2,6%      | 2,6%      |
| Усього автомобілів | 2.173 шт. | 2.072 шт. |

## Вживання каталанської мови
У 2001 р. каталанську мову у місті розуміли 97,1% усього населення (у 1996 р. - 98,3%), вміли говорити нею 84,5% (у 1996 р. - 
85,9%), вміли читати 82,9% (у 1996 р. - 82,6%), вміли писати 53,6
% (у 1996 р. - 50,7%). Не розуміли каталанської мови 2,9%.

## Політичні уподобання
У виборах до Парламенту Каталонії у 2006 р. взяло участь 868 осіб (у 2003 р. - 1.009 осіб). Голоси за політичні сили розподілилися таким чином:
| \| Вибори до Парламенту Каталонії \| Вибори до Парламенту Каталонії \| Вибори до Парламенту Каталонії \| \| Рік \| 2006 р. \| 2003 р. \| \| -------------------------------------- \| ------------------------------ \| ------------------------------ \| \| Конвергенція та Єднання (CiU) \| 43,5% \| 36,6% \| \| Соціалістична партія Каталонії (PSC) \| 18,7% \| 24% \| \| Народна партія (PP) \| 2,2% \| 2,4% \| \| Ініціатива за зелену Каталонію (IC) \| 8,5% \| 4% \| \| Республіканська лівиця Каталонії (ERC) \| 24,4% \| 31,3% \| \| Громадянська партія (C's) \| 0,3% \| 0% \| \| Інші \| 2,3% \| 1,8% \| |         |         |
| Вибори до Парламенту Каталонії |         |         |
| Рік | 2006 р. | 2003 р. |
| Конвергенція та Єднання (CiU) | 43,5%   | 36,6%   |
| Соціалістична партія Каталонії (PSC) | 18,7%   | 24%     |
| Народна партія (PP) | 2,2%    | 2,4%    |
| Ініціатива за зелену Каталонію (IC) | 8,5%    | 4%      |
| Республіканська лівиця Каталонії (ERC) | 24,4%   | 31,3%   |
| Громадянська партія (C's) | 0,3%    | 0%      |
| Інші | 2,3%    | 1,8%    |

У муніципальних виборах у 2007 р. взяло участь 1.100 осіб (у 2003 р. - 1.262 особи). Голоси за політичні сили розподілилися таким чином:
| \| Муніципальні вибори \| Муніципальні вибори \| Муніципальні вибори \| \| Рік \| 2007 р. \| 2003 р. \| \| -------------------------------------- \| ------------------- \| ------------------- \| \| Конвергенція та Єднання (CiU) \| 33,7% \| 27,7% \| \| Соціалістична партія Каталонії (PSC) \| 11,8% \| 8% \| \| Народна партія (PP) \| 0% \| 0% \| \| Ініціатива за зелену Каталонію (IC) \| 0% \| 0% \| \| Республіканська лівиця Каталонії (ERC) \| 54,5% \| 41,3% \| \| Громадянська партія (C's) \| 0% \| 0% \| \| Інші \| 0% \| 23,1% \| |         |         |
| Муніципальні вибори |         |         |
| Рік | 2007 р. | 2003 р. |
| Конвергенція та Єднання (CiU) | 33,7%   | 27,7%   |
| Соціалістична партія Каталонії (PSC) | 11,8%   | 8%      |
| Народна партія (PP) | 0%      | 0%      |
| Ініціатива за зелену Каталонію (IC) | 0%      | 0%      |
| Республіканська лівиця Каталонії (ERC) | 54,5%   | 41,3%   |
| Громадянська партія (C's) | 0%      | 0%      |
| Інші | 0%      | 23,1%   |